# Knut Folkerts
Knut Folkerts (ur. 1 stycznia 1952 w Singen (Hohentwiel)) – niemiecki terrorysta, członek RAF.

## Życiorys
22 września 1977 wraz z Willim Stollem zastrzelił w Utrechcie policjanta i ranił drugiego funkcjonariusza. Wówczas go aresztowano i skazano na 20 lat więzienia. Później oskarżono o udział w zamachu na Siegfrieda Bubacka i skazano w 1980 na dożywocie. Brał też udział w porwaniu Hannsa Martina Schleyera. Został wypuszczony w 1995. W 2005 rząd holenderski zażądał (na wniosek wdowy) od niemieckiego wymiaru sprawiedliwości wykonania reszty kary za zastrzelenie policjanta.